# 3月4日
3月4日是阳历一年中的第63天（闰年是第64天），离全年的结束还有302天。

## 大事记

### 18世紀以前
- 184年：張角以「蒼天已死，黃天當立，歲在甲子，天下大吉」為口號興兵反漢，黃巾之亂開始。
- 581年：中国隋朝建立。隋文帝杨坚取代北周即帝位，定都大興。
- 1152年：在康拉德三世逝世后，德意志选帝侯选举腓特烈一世继任罗马人的国王。
- 1238年：錫季河戰役，拔都率蒙古帝国军队击溃尤里二世·弗谢沃洛多维奇率领的俄罗斯联军。
- 1351年：拉玛铁菩提一世自立为暹罗国王。
- 1386年：立陶宛大公國大公雅蓋沃獲得加冕成為波蘭國王，開始雅蓋洛王朝的統治。
- 1461年：约克家族领导人爱德华四世推翻亨利六世与兰卡斯特家族，成为英格兰国王。
- 1493年：探險家克里斯多福·哥倫布在首次航行至美洲後，搭乘尼尼亞號返回葡萄牙里斯本。
- 1628年：馬薩諸塞灣殖民地获得英王查理一世颁布的皇家特許狀。
- 1665年：英国国王查理二世向荷蘭宣戰，第二次英荷戰爭爆發。

### 18世紀
- 1776年：大陆军带加农炮发动多徹斯特高地爭奪戰，以解波士顿之围。
- 1789年：位於美國紐約的聯邦廳召開第一屆美國國會，《美國憲法》的聯邦政府框架生效。
- 1791年：佛蒙特州加入美國，成為美國第14個州。
- 1797年：第一任美國總統喬治·華盛頓退休，约翰·亚当斯接替他成為美國第2任總統。

### 19世紀
- 1837年：由於人口在7年內快速增長10倍，美國伊利諾州簽署城市憲章而讓芝加哥建立城市。
- 1858年：世界上第一艘鐵甲艦，光榮號鐵甲艦在法國土倫動工。
- 1861年：亚伯拉罕·林肯就任美國第16任总统，成为第一位来自共和党的总统。
- 1877年：俄罗斯作曲家彼得·柴可夫斯基创作的《天鹅湖》在莫斯科大剧院首次演出。
- 1890年：連接蘇格蘭愛丁堡和法夫的福斯橋正式落成，後來被聯合國教科文組織列為世界遺產。

### 20世紀
- 1913年：美國勞工部成立。
- 1917年：美國國會首位女性議員，來自蒙大拿州的珍妮特·拉金就職。
- 1918年：美國堪薩斯州福斯頓軍營記錄了一例流感病例，標誌著西班牙流感大流行的開始。
- 1932年：國際聯盟到上海安排中日兩國停火。
- 1933年：富兰克林·罗斯福就任美國第32任总统，后来成为美国历史上唯一一位连任四届的总统。
- 1933年：热河省会承德被日本关东军第八师团川原旅团先头部队128骑占领。
- 1936年：德国兴登堡号飞船首航，成为当时世界上最大的飞行器。
- 1943年：俾斯麦海海战以日本运输舰队被全歼而结束。
- 1951年：第一届亚洲运动会在印度新德里开幕。
- 1961年：中华人民共和国国务院公布第一批全國重點文物保護單位。
- 1971年：美國數學家塔克曼發現第24個梅森質數。
- 1975年：石油输出国组织第一届首脑会议在阿尔及尔举行，通过《庄严宣言》。
- 1983年：河南偃师发现商朝城市遗址。

### 21世紀
- 2006年：中共中央總書記、國家主席胡錦濤在全國政協分組討論中提出「八榮八恥」論述。
- 2009年：国际刑事法院以苏丹总统奥马尔·巴席尔涉嫌犯下诸多罪行，正式发出逮捕令。
- 2010年：墨西哥首都墨西哥城正式承认同性婚姻合法，成为拉美最早承认同性婚姻的地区。
- 2012年：俄罗斯总统大选以普京成功连任而结束。
- 2017年：泰國曼谷水門寺高69公尺的佛像開始建造。

## 出生
- 1394年：恩里克王子，葡萄牙航海家（1460年逝世）
- 1561年：井伊直政，日本戰國時代武將（1602年逝世）
- 1678年：韋瓦第，義大利音樂家，人稱「協奏曲之父」（1741年逝世）
- 1777年：約翰·馬特克斯，美國政治人物（1847年逝世）
- 1802年：喬瓦尼·多梅尼科·納爾多，義大利博物學家（1877年逝世）
- 1822年：朱爾·利薩茹，法國數學家（1880年逝世）
- 1859年：亚历山大·波波夫，俄国物理学家（1906年逝世）
- 1878年：有島武郎，日本小說家（1923年逝世）
- 1890年：白求恩，加拿大醫生，曾於中國抗日戰爭時期援助八路軍（1939年逝世）
- 1904年：乔治·伽莫夫，俄裔美籍物理学家（1968年逝世）
- 1906年：張榮冕，香港教育家及教育行政人員（1985年逝世）
- 1907年：羅莎琳德·皮特-里弗斯，英國生物化學家（1990年逝世）
- 1907年：瑪麗亞·布拉尼亞斯·莫雷拉，西班牙超級人瑞（2024年逝世）
- 1913年：吳金鍊，臺灣媒體工作者，二二八事件受難者（1947年逝世）
- 1914年：羅伯特·賴斯本·威爾遜，美國物理學家（2000年逝世）
- 1916年：漢斯·艾森克，德裔英國心理學家（1997年逝世）
- 1921年：瓊·格林伍德，英國女演員（1987年逝世）
- 1925年：保罗·莫里哀，法國鋼琴家、指揮家（2006年逝世）
- 1929年：伯纳德·海廷克，荷蘭指揮家（2021年逝世）
- 1932年：米瑞安·馬卡貝，南非歌手，外號「非洲媽媽」，曾榮獲葛萊美獎（2008年逝世）
- 1933年：尼諾·瓦卡雷拉，義大利前跑車賽和一級方程式車手（2021年逝世）
- 1934年：萊拉·哈爾梅，芬蘭歌手（2021年逝世）
- 1938年：阿爾法·孔戴，幾內亞政治家，第3任幾內亞總統
- 1941年：尤里·西蒙諾夫，俄羅斯指揮家
- 1941年：西蒙·羅拔臣爵士，佳連沃·本遜董事會前主席
- 1952年：孫彥軍，中國男演員
- 1953年：克里斯·史密斯，美國政治人物，現任紐澤西州聯邦眾議員
- 1955年：喬伊·瓊斯，威爾斯職業足球運動員（2025年逝世）
- 1963年：野島伸司，日本編劇
- 1965年：島尻安伊子，日本女政治家、自由民主黨黨員
- 1965年：保羅·W·S·安德森，英國電影導演
- 1967年：畢國智，香港电影導演
- 1967年：黃澤鋒，香港男演員
- 1968年：基里亞科斯·米佐塔基斯，希臘政治人物，現任希臘總理
- 1968年：伊能靜，台灣女歌手
- 1969年：阿德里安·沃纳罗斯基，美國體育專欄作家、記者
- 1970年：左小祖咒，中國音樂家
- 1970年：張延，香港演員、主持人
- 1973年：虞音蓓，台灣新北市傑出學務人員、環保運動者、山野教育家與獨木舟好手（2021年逝世）
- 1973年：趙安吉，華裔美國企業家（2024年逝世）
- 1973年：連恩·懷斯曼，美國電影導演
- 1973年：，英國政治人物，現任樞密院議長及下議院領袖
- 1973年：任泉，中國男演員
- 1975年：陳慧翎，臺灣電視導演（2023年逝世）
- 1978年：李嘉文，台灣男演員
- 1980年：馬馬迪·敦布亞，幾內亞軍事及政治人物，現任幾內亞臨時總統
- 1983年：紋舞蘭，日本AV女优
- 1984年：容羨媛，香港女節目主持人
- 1985年：KONAN，日本女歌手
- 1986年：朴敏英，韓國女演員
- 1986年：邁克·克里格，巴西裔美國企業家，Instagram共同創始人
- 1987年：何九華，中國德云社相聲演員
- 1988年：陳韋利，台灣女藝人
- 1988年：陳曼青，台灣女街頭藝人、歌手
- 1988年：何塞·德保拉，多明尼加職業棒球運動員
- 1989年：谢孟伟，中國男演員
- 1989年：艾琳·希瑟頓，美國女模特兒
- 1990年：卓雷蒙·格林，美國職業籃球運動員
- 1992年：貝恩德·萊諾，德國職業足球運動員
- 1993年：芭比·克莉絲汀娜·布朗，美國節目主持人、女歌手（2015年逝世）
- 1993年：佳苗琉花，日本AV女优
- 1993年：朱里亞娜·奧爾莫斯，墨西哥職業網球運動員
- 1994年：韓寶貝，韓國女演員
- 1997年：DAOKO，日本女歌手、饒舌歌手
- 1997年：權玄彬，韓國男子偶像團體JBJ成員
- 1999年：邊荷律，韓國啦啦隊員
- 2000年：張博恆，中國男子競技體操運動員
- 2000年：唯井真尋，日本AV女優
- 2004年：宋亞軒，中國男子偶像團體時代少年團成員
- 生年不詳：古川由利奈，日本女性聲優

## 逝世
- 1184年：源義仲，日本平安時代武將（1154年出生）
- 1805年：讓-巴蒂斯特·格勒茲，法國畫家（1725年出生）
- 1843年：伊里布，清朝政治人物（1772年出生）
- 1852年：尼古拉·果戈里，俄國作家（1809年出生）
- 1858年：馬修·培理，美國海軍將領，因率領黑船打開鎖國時期的日本國門而聞名於世（1794年出生）
- 1911年：李蓮英，晚清宦官（1848年出生）
- 1927年：伊拉·雷姆森，美國化學家（1846年出生）
- 1950年：亞當·萊納，歷史記載上唯一一位既患過侏儒症又患過巨人症的人（1899年出生）
- 1965年：王助，中國航空工程師（1893年出生）
- 1967年：米歇爾·普朗歇爾，瑞士數學家（1885年出生）
- 1986年：丁玲，中國作家（1904年出生）
- 1997年：羅伯特·H·迪克，美國物理學家（1916年出生）
- 2004年：余麗珍，香港粵劇名伶及演员（1923年出生）
- 2006年：葉至善，葉聖陶之子，中國科普作家、编辑、出版家（1918年出生）
- 2008年：加里·吉蓋克斯，美國作家、遊戲設計師（1938年出生）
- 2011年：米哈伊尔·西蒙诺夫，原蘇霍伊設計局首席设计师，Su-27戰鬥機为其经典代表作（1929年出生）
- 2014年：吳天明，中國導演（1939年出生）
- 2015年：陳萬裕，臺灣醫師（1916年出生）
- 2016年：盧大偉，香港資深藝人（1945年出生）
- 2018年：達維德·阿斯托里，義大利職業足球運動員（1987年出生）
- 2019年：毛致用，中国政治家（1929年出生）
- 2020年：羅伯特·沙夫拉卡澤，喬治亞男子田徑運動員（1933年出生）
- 2023年：黃婉秋，中國女演員（1943年出生）
- 2023年：陳美雲，台灣歌仔戲大師（1951年出生）
- 2024年：黃永松，臺灣雜誌發行人、出版家（1943年出生）
- 2025年：歐列格·戈傑夫斯基，蘇聯-英國間諜（1938年出生）

## 节假日和习俗
- 世界肥胖日
- 波蘭、 立陶宛：聖加西彌祿節
- 法國、 瑞士：工程師節